# Disney Accelerator
Disney Accelerator est un programme de financement et mentorat de type incubateur d'entreprises lancé en 2014 par la Walt Disney Company. Chaque année une dizaine d'entreprises sont soutenues. Le résultat le plus connu est l'entreprise Sphero qui a produit le jouet BB-8 de Star Wars, épisode VII : Le Réveil de la Force.

## Historique
Le 12 février 2014, Disney lance un programme nommé Disney Accelerator avec Techstars pour créer un incubateur de startups technologiques. Le 7 juillet 2014, Disney annonce le nom des 11 entreprises sélectionnées et le début du programme Disney Accelerator permettant de bénéficier de minimum 120 000 USD et des ressources de la société Disney,,.
Le 22 août 2015, Disney ajoute la société Littlstar, spécialisée dans le contenu de réalité virtuelle, à son programme d'aide aux startups nommé Disney Accelerator. Le 7 octobre 2015, Disney présente les projets des entreprises du second programme Disney Accelerator, dont MakieLab et ses poupées imprimées en 3D, LittleStar et son agrégateur de contenu en réalité virtuel et Emotiv avec son « casque de Jedi » qui permet de contrôler des objets par la pensée. Le 9 octobre 2015, la société Open Bionics spécialisée dans les prothèses présente dans le cadre du programme Disney Accelerator des avant-bras pour enfants thématisés sur les licences Disney comme Iron Man ou Elsa de La Reine des neiges,. Le 27 novembre 2015, Disney s'associe à MakieLab, société britannique spécialisée dans l'impression de poupées et leurs tenues avec des imprimantes 3D dans le cadre du programme Disney Accelerator,.
En octobre 2015, le site Mashable détaille les candidats de la deuxième année du programme. Après être revenu sur l'incroyable succès de l'adaptation de Sphero devenu BB-8, les attentes sont importantes pour les startup sélectionnées par Disney. Les technologies sont toutes différentes allant des outils pour plateformes sociales liés à la musique (Statmuse) ou la vidéo (Decisive), jusqu'aux membres bioniques (Open Bionics) en passant par l'impression de vêtements pour poupées (MakieLab).
Le 11 juillet 2016, Disney dévoile les 9 entreprises sélectionnées pour le programme Disney Accelerator. Le 22 février 2017, TechCrunch indique que Disney aurait acheté la startup londonienne MakieLab spécialisée dans l'impression 3D de poupées et accessoires à la suite de la participation de l'entreprise au programme Disney Accelerator en 2015. Le 26 mai 2017, Sphero, fabricant du BB-8 et lauréat du programme Disney Accelerator, développe un nouveau jouet basé sur le personnage de Flash McQueen dans Cars.
Le 11 juillet 2017, Disney dévoile les 11 entreprises sélectionnées pour le programme Disney Accelerator,,. Le 3 août 2017, la société The Void, en collaboration avec ILMxLAB et participant au programme Disney Accelerator, annonce ouvrir une salle de jeu virtuelle sur Star Wars à Downtown Disney et à Disney Springs, nommée Star Wars: Secrets of the Empire,,.
Le 8 mars 2018, la société Atom Tickets, concurrente de Fandango, lève 60 millions d'USD auprès de ses partenaires, Fidelity Management and Research, Disney Accelerator, Lionsgate et 20th Century Fox,. Le 4 octobre 2018, au travers du programme Disney Accelerator, Disney investit dans Intermedia Labs, maison-mère de HQ Trivia (en). Le 14 décembre 2018, à la suite de son investissement dans Kahoot! en octobre 2017, Disney exerce ses options et détient 4 % du capital estimé à 376 millions d'USD
Le  20 mai 2019, la start-up de réalité virtuelle Tyffon, soutenue par Disney Accelerator, lève 7,8 millions d'USD lors d'une offre de capital-risque.

### Sociétés
2014
- ChoreMonster, Codarica, Jogg, Naritiv, Sidelines, Smart Toy, Snowshoe, Sphero, Twigtale, Tyffon

2015
- Decisive, Emotiv, FEM Inc, HYP3R, Imperson, Littlstar, MakieLab, Open Bionics, Pundit, Statmuse

2016
- Ader, Atom Tickets, Hanson Robotics, Jaunt VR, littleBits, Nom, OTOY, Playbuzz, Pley,

2017
- Ambidio, aXiomatic, Brit + Co, Epic Games, Hoodline, Kahoot!, ProductionPro, ReplyYes, Savioke, The Void

2018
- Aaptiv, BYJU’s (Inde), Caffeine, HopSkipDrive, Ubiquity6, Uncharted Power, Unsupervised